# 97 a.C.
Il 97 a.C. (XCVII a.C. in numeri romani) è un anno  del I secolo a.C.

## Eventi
- Sujin diventa imperatore del Giappone.
- Con decreto del Senato romano vengono aboliti i sacrifici umani

## Nati
- Appio Claudio Pulcro, generale romano († 49 a.C.)